# أو إس إكس مافريكس
أو إس إكس 10.9 «مافريكس» عاشر إصدار رئيسي من أو إس إكس (منذ يونيو 2016 تم تغيير علامتها التجارية لتصبح ماك أو إس). نظام أبل لحواسيب ماكنتوش، تم الإعلان عنه في 10 يونيو 2013 ليكون وريث ماك أو إس 10.8 «ماونتن ليون». وتم إصداره في 22 أكتوبر 2013

## الإصدارات
| رقم الإصدار | البناء  | التاريخ        | ملاحظات                       |
| ----------- | ------- | -------------- | ----------------------------- |
| 10.9        | 13A476u | 10 يونيو 2013  | استطلاع المبرمجين والمطورين 1 |
| 10.9        | 13A497d | 24 يونيو 2013  | استطلاع المبرمجين والمطورين 2 |
| 10.9        | 13A510d | 8 يوليو 2013   | استطلاع المبرمجين والمطورين 3 |
| 10.9        | 13A524d | 22 يوليو 2013  | استطلاع المبرمجين والمطورين 4 |
| 10.9        | 13A538g | 7 أغسطس 2013   | استطلاع المبرمجين والمطورين 5 |
| 10.9        | 13A558  | 21 أغسطس 2013  | استطلاع المبرمجين والمطورين 6 |
| 10.9        | 13A569  | 3 سبتمبر 2013  | استطلاع المبرمجين والمطورين 7 |
| 10.9        | 13A584  | 16 سبتمبر 2013 | استطلاع المبرمجين والمطورين 8 |
| 10.9        | 13A598  | 3 أكتوبر 2013  | گولدن ماستر                   |
| 10.9        | 13A603  | 20 أكتوبر 2013 | گولدن ماستر 2 نسخة عامة       |